# 1789年法国三级会议
1789年三級會議是由法蘭西國王路易十六于1789年1月24日召開的法蘭西王國三級會議。
這次三級會議由1139名議員組成，在選舉省，議員依照1789年1月24日的通用條例及其兩個附表
選出；在自治省，議員依照特別條例選出。
1789年三級會議是1614年三級會議後首次召開的三級會議，也是法國舊制度下的最後一次三級會議。這次會議有三個階級（天主教教士，貴族和第三階級）參與。會議由國王召開，目的是應對財政危機。
這次會議于1789年5月5日在凡尔赛開始。在6月23日皇室會議失敗後，6月27日路易十六命令由前兩個階級（即教士和貴族）組成的眾議院加入第三階級。6月17日，第三階級組成國民議會，在接下來的幾週裡有一些教士和貴族加入。在6月20日的網球廳宣誓後，國民議會變成制憲議會，它從7月9日起發揮制憲的作用。路易十六在10月5日接受了國民制憲議會頒布的人權宣言和十九條憲法，認可了國民制憲議會。

## 國民議會的召開(1789年5月)
1788年8月8日，由於經濟蕭條，維濟耶集會的召開和全國局勢的惡化，路易十六決定在1789年5月5日召開全國性的三級會議。1788年12月27日，國務委員會決定大法官轄區將成為選舉的基本單位，並根據各個大法官轄區的人口和總貢獻決定至少將有1000名代表，還特別決定第三階級將有雙倍的代表。三級會議召開了1個月21天。
代表的選舉發生在1789年1月，參與情況變化很大。第三階級的代表是由非直接的方式指定的。年滿25歲且註冊在納稅人名單中（但不一定真正繳稅）的男性才有投票資格。1月24日，國王發出召集通知。
從1788年年底起，關於即將召開的三級會議的文章，宣傳冊，期刊倍增。 法国的城镇和村庄都在打聽關於三級會議組成的消息。9月21日，巴黎最高法院宣佈三級會議今後將經常召開並且按照1614年的形式召開，也就是依照階級。這項通知使得最高法院失去了保護第三階級對抗特權階級專制的形象。

## 議會組成

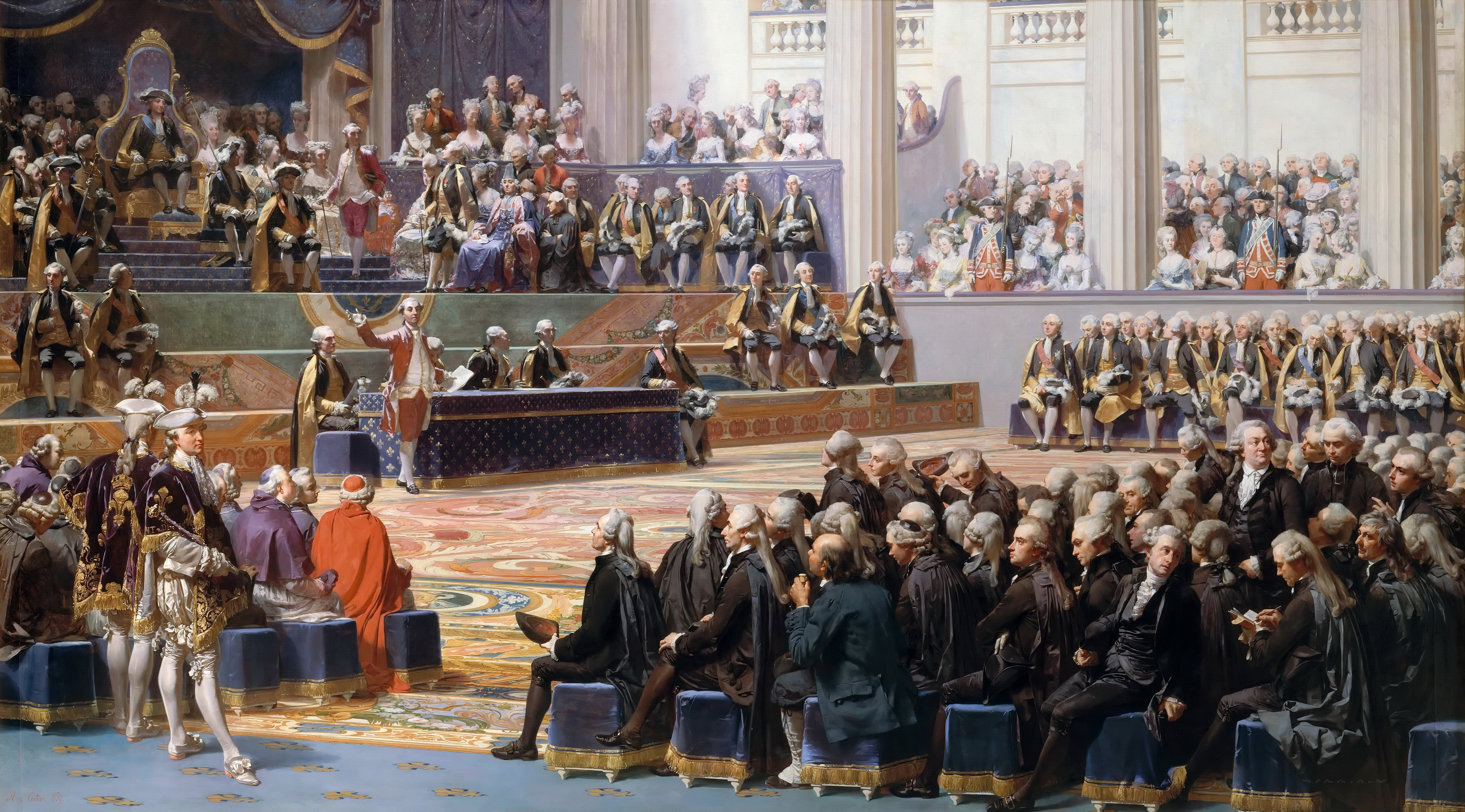
三級會議在凡爾賽開幕，1789年5月5日，Auguste Couder，1839年，法國歷史博物館（凡爾賽）。

1789年1月24日一條皇家法令確立了三級會議的章程。三級會議的召開通知於1月14日到1月19日被送到自治省。三月，大法官轄區的選舉集會召開，同時陳情書開始編寫。在巴黎及巴黎司法官吏轄區，選舉章程於3月28日公布。在1788年12月27日決定第三階級人數翻倍以及布列塔尼貴族的要求被駁回後，第三階級的代表成了多數。在三級會議上，貴族有330名代表，教士有326名代表，第三階級最後有661名代表。第三階級的陳情書要求按人數而不是按階級投票，這將使得第三階級獲得多數投票並增加教士和貴族的賦稅。

但是傳統上投票是按照階級的，教士和貴族擁有兩票但第三階級只有一票，這樣新的賦稅將很有可能落到第三階級頭上。投票時按人數還是按階級計算的問題的重要性在三級會議一開始就被第三階級提出了。
- 保守派貴族，希望恢復絕對王權並重新獲得曾經的權利。
- 高級神職人員明顯受貴族影響，他們獲益於現行的稅收制度，大多數希望維持現狀。

## 三級會議的開幕（五月）

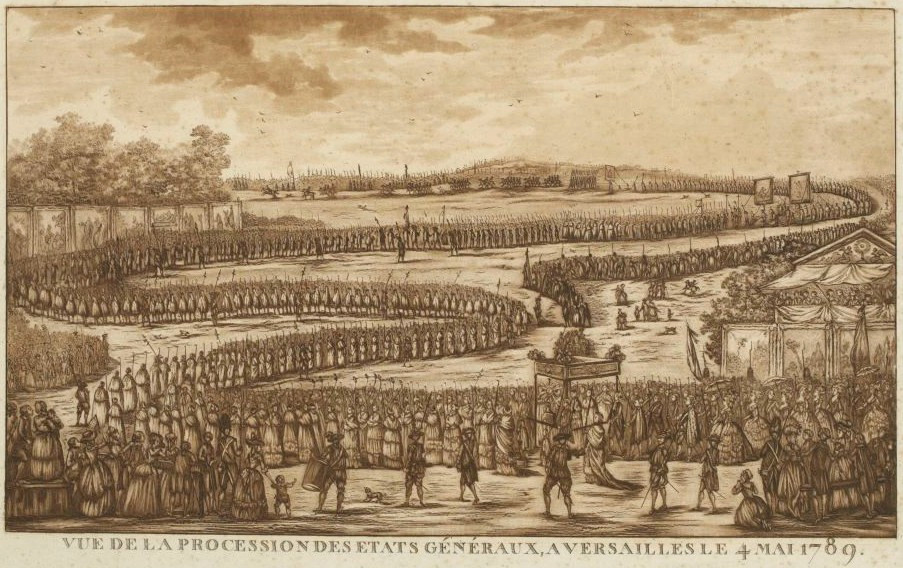
5月4日在凡爾賽的遊行，(法國大革命博物館)。

三級會議從1789年5月4日星期一在凡爾賽街道上從聖母堂到聖路易教堂的遊行開始。一次聖靈彌撒在這時舉行，彌撒中南錫主教Anne-Louis-Henri de La Fare做了佈道演講，在教士和大多數第三階級的掌聲中，他抨擊了朝廷的奢侈和改革的意圖。關於不同階級的排序的不滿從這天起爆發了。
在這些鋪墊之後，5月5日星期二在凡爾賽皇室會議的開幕式由德勒-布雷澤侯爵Henri-Évrard主持，會議在皇家娛樂處的一個緊急建造的房間召開，這個房間為此命名為“三階級房間”。
在1139名代表中，291人是神職人員，270名是貴族，578是第三階級。 5月5日第一次會議由路易十六親自主持，神職人員坐在王座右側，貴族在左側，第三階級在王座對面。發言者包括國王，掌璽大臣Barentin，財政部長雅克·内克爾。
在一段簡明並受到國王歡迎的講話後，Barentin開始讚揚國王。內克爾的講話讓代表們意識到國家災難性的財政情況。他的講話顯得法國的整體情況比人民想像得還要糟糕，政府完全不知所措。
只有這位財政總管提及了三級會議召開的原因：財政赤字。但他聲稱這是容易補救的。但他沒有提到代表們最關心的問題：投票是按照階級加權還是按人數進行，這個問題制約著所有的改革。

## 衝突

雅克-路易·大卫，網球廳宣誓(凡爾賽宮博物館)。

從5月6日到6月27日，三級會議按階級排位置：神職人員代表在神職人員的房間，貴族代表在貴族房間，第三階級代表在另一個叫做Communes的房間。國王和內克爾做了令人失望的開幕演講，在他們的演講中，代表們沒有聽到關於他們期盼的改革的部分，關於投票方式的衝突隨之迅速爆發。神職人員和貴族希望投票按照階級加權，這樣可以保證他們得到多數票，第三階級要求按照人數投票以保證公平，並要求不同階級的討論一起進行。第三階級認定他們只代表國家，並且拒絕離開。6月4日路易-約瑟夫王太子的死使得朝廷陷入悲痛，這使得國王變得更為拖延，這也加劇了第三階級的決心。6月10日，第三階級在西哀士的提議下，邀請了其他兩個階級的代表加入。這些人中的一部分，包括自由派貴族和一些親近人民的教士，和第三階級團結起來。6月17日，隨著西哀士的提案，這群人組成了國民議會，因為“它代表了全國百分之96的人”，並賦予自身批准賦稅的權力。在這次革命行動之前，路易十六在6月20日，違背Bailly的建議，以整修為藉口關閉了內克爾所在的萬國大廳。

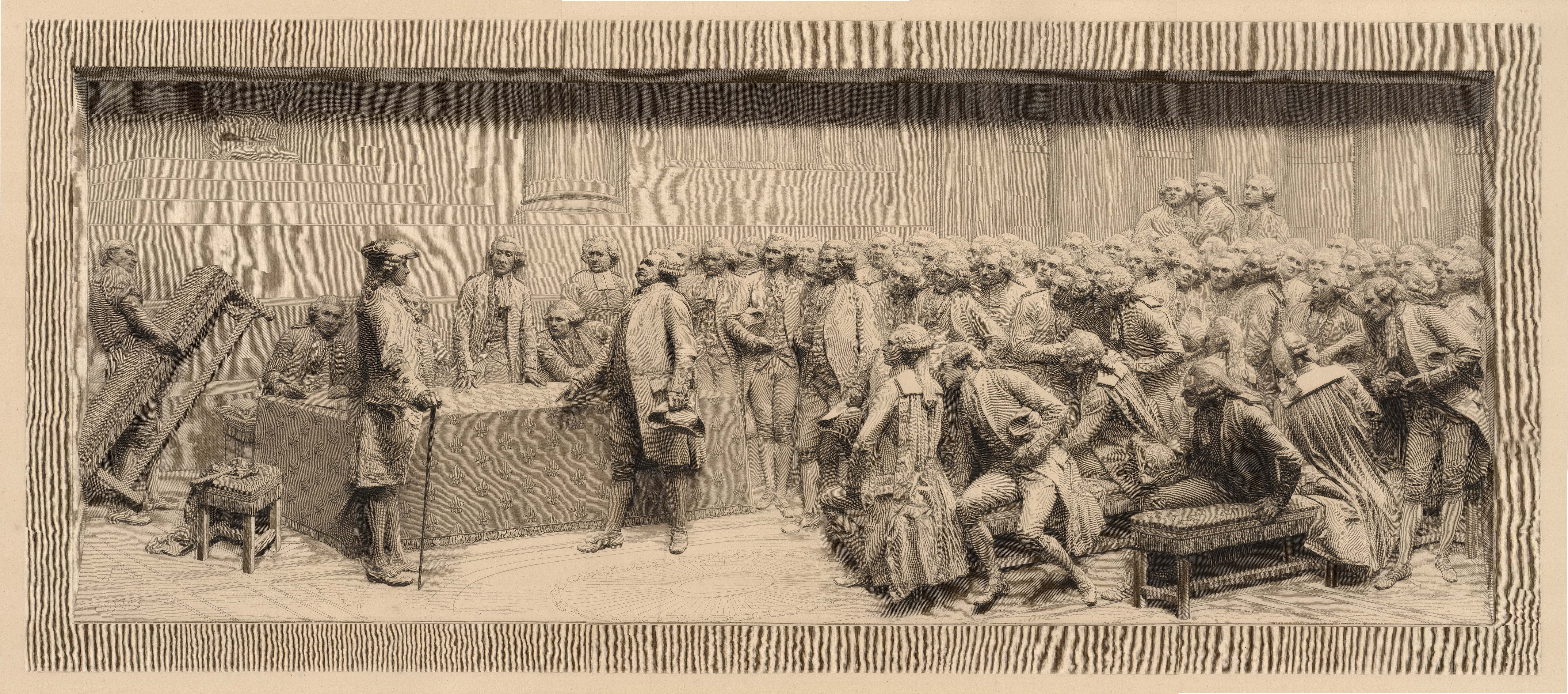
米拉波回應德勒-布雷澤侯爵(1889) Alphonse Lamotte。

新的國民議會依照吉约丹的提議，在凡爾賽選取了另一處會址，新會址位於凡爾賽老城區中心的網球廳。在6月20日的網球廳宣誓後，代表們同意在修定新的憲法之前不彼此分開：國民議會這樣一直持續到1791年9月3日並同時執行立法權。6月22日，有149名教士代表加入，6月24日又有另外兩名教士代表加入，6月25日有9名教士代表和49名貴族代表加入，6月26日有3名教士代表加入。在6月23日皇室會議後，國王宣佈國民議會違憲，並要求解散國民議會。德勒-布雷澤侯爵把命令傳達給第三階級的長者巴伊（另外兩個階級已經服從國王），巴伊回應：“國民議會不能接受這個命令”。傳說米拉波說了下面這段著名的話（但同時代這件事的目擊者並未提及這段話）：“我們因人民的意志來到這裡，我們只會被刺刀驅逐而離去”。 
一個溫和的資產階級革命就這樣發生了，君主立憲制取代了舊制度下的王權。
巴黎市的工程師Louis Dufourny de Villiers呼籲召集“第四階級：貧窮零工，殘疾人，窮人”等等或者不幸者的階級，這個階級在當時包括了數量可觀的人。